# Gregor Vietz
Paul Gregor Vietz (* 26. Juni 1890 in Schwerin an der Warthe; † 10. September 1965 in Berlin) war ein deutscher Langstreckenläufer.
Bei den Olympischen Spielen 1912 in Stockholm kam er im Crosslauf auf den 27. Platz. Über 5000 m, 10.000 m und im 3000-Meter-Mannschaftsrennen schied er im Vorlauf aus.
1912 wurde er Deutscher Meister über 7500 m, 1920 und 1921 über Deutscher Meister über 10.000 m. Mit dem Berliner AK 07 wurde er 1920 und 1921 Deutscher Mannschaftsmeister im Crosslauf.

## Persönliche Bestzeiten
- 3000 m: 9:23,0 min, 1920
- 5000 m: 16.03,0 min, 31. August 1913, Berlin
- 10.000 m: 33:13,2 min, 3. Oktober 1920, Berlin